# Готан, Варфоломей
Варфоломей или Бартоломей Готан (нем. Bartholomäus Ghotan, † 1496 год) — любекский типограф конца XV века, первопечатник ряда стран Ганзейского союза.
В наказе великого князя Ивана III послам Траханиоту и Яропкину, отправленным в 1492 году к германскому императору Максимилиану I, и в статейных списках этих послов читаем известие, что в Любеке в то время жил «Бартоломей Любчанин, печатник книжной», которого московский князь щедро одаривал за его полезную службу ему и его послам; между прочим, он перевел для них грамоту, писанную «по-немецки, высоким языком». Он служил государевым людям не только переводчиком иностранных грамот, но исполнял «каково дело государево ни придет к нему», дав клятву сохранять все в тайне.
Более подробные сведения о Готане находим в иностранных источниках: он имел типографию в Любеке, где издавал книги с 1480 по 1492 г. Выпустил не менее 30 изданий (на латыни и нижненемецком языке) духовной и светской тематики на высоком полиграфическом уровне. Затем, по свидетельству любекской хроники Реймара Кока, Бартоломей отправился в Россию и некоторое время занимался в Московии книгопечатанием; когда же он хотел вернуться на родину, русские ограбили и убили его. Таким образом, с личностью Готана связывается вопрос о начале книгопечатания в Московской Руси, и, судя по приведенным данным, типографский станок в московском государстве работал много раньше общепринятой даты 1564 г..
Кроме того, раннее появление на службе московского правительства заграничных агентов, вроде Готана, державших Москву в курсе выдающихся событий на Западе, объясняет, каким образом еще с конца XV века попадали на Русь те рукописные и печатные листки, которые считаются предшественниками настоящей европейской периодической печати. Готан присылал через наших послов или сам привозил более любопытные известия из Западной Европы.